# Oficina de las Naciones Unidas contra la Droga y el Delito
La Oficina de las Naciones Unidas contra la Droga y el Delito (ONUDD o UNODC, del inglés United Nations Office on Drugs and Crime) es una agencia de las Naciones Unidas que tiene por objetivo luchar contra las drogas y el crimen organizado transnacional.
Este objetivo se lleva a cabo a través de tres funciones primarias: investigación, persuasión a los gobiernos para que adopten leyes contra el crimen y las drogas así como los tratados, y la asistencia técnica a dichos gobiernos.

## Historia
En octubre de 2002, el United Nations Drug Control Programme (UNDCP) se unió con la UNODC.
Entre sus logros se encuentran las resoluciones que dieron origen a la Convención de las Naciones Unidas contra la Delincuencia Organizada Transnacional y sus protocolos, destinados a combatir la trata de personas y el tráfico ilícito de armas a nivel internacional.

## Organización
La agencia tiene su sede en Viena, Austria y 21 oficinas de campo. La UNODC está dirigida por un director ejecutivo propuesto por el secretario general de Naciones Unidas. En 2010 este puesto lo ocupa Yury Fedotov que también es director general de la Oficina de Viena. En Nueva York, Estados Unidos tiene una oficina de enlace. La UNODC dispone de representación en Bolivia y su representante es Valeria Veizaga.
El 90 % de los fondos de la oficina vienen de contribuciones voluntarias, especialmente de gobiernos.
Ghada Waly actualmente se desempeña como director general / director ejecutivo de la Oficina de las Naciones Unidas en Viena (ONUV) / Oficina de las Naciones Unidas contra la Droga y el Delito (UNODC) Desde el 21 de noviembre de 2019. Miwa Kato es el director de la División de Operaciones de la Oficina de las Naciones Unidas contra la Droga y el Delito (UNODC).

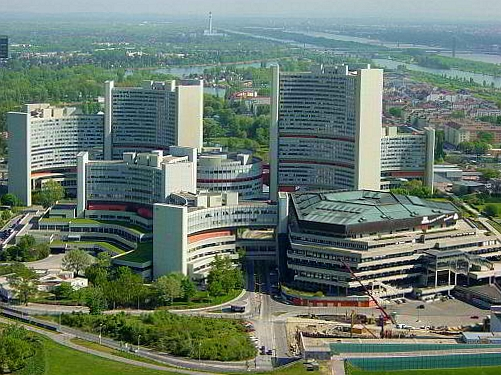
Sede de la Oficina de Naciones Unidas contra la Droga y el Delito en laOficina de las Naciones Unidas en Viena, Vienna International Centre, Viena, Austria